# Публий Метилий Непот (консул 128 г.)
Публий Метилий Непот (на латински: Publius Metilius Nepos) е политик на Римската империя.
Произлиза от фамилията Метилии от Алба Лонга. Син е на Публий Метилий Непот (суфектконсул 103 г.). Брат е на Публий Метилий Секунд Непот (суфектконсул 123 г.), който е женен за Аквилия. Внук е на Публий Метилий Сабин Непот (суфектконсул 91 г.).
През 128 г. Непот е суфектконсул. Женен е за Понтия.